# Estación del cabo de Buena Esperanza
La estación del Cabo de Buena Esperanza (Cape of Good Hope Station en inglés) fue una formación y base naval de la Royal Navy ubicadas en la actual Sudáfrica, operativa entre los años 1795 y 1939, con tres años de interrupción al estar bajo control de la República Bátava entre 1803 y 1806. Bajo diversas denominaciones, fue una de las formaciones más longevas de la Royal Navy. Oficialmente fungía bajo el nombre de Commander-in-Chief, Africa, literalmente "Comandante en Jefe (África)".

## Historia
De 1750 a 1779, el Cabo de Buena Esperanza adquirió importancia estratégica debido a la creciente competencia entre Francia y Gran Bretaña por el control de los mares. En 1780 las Provincias Unidas de los Países Bajos se unieron a la Guerra Revolucionaria Americana en alianza con Francia y España contra Gran Bretaña. El gobierno británico era consciente de las consecuencias en caso de que cayera el Cabo de Buena Esperanza y del impacto que tendría en sus vínculos comerciales con la India y puso en marcha un plan para capturar el cabo y evitar su uso por parte del enemigo. El primer intento estuvo sujeto a retrasos prolongados y el hecho de que los franceses pudieran reforzar sus defensas les permitió defenderlo con éxito del ataque británico. De 1781 a 1791 se hicieron varios intentos para capturar la posición: todos fracasaron y permaneció bajo el control de Francia y los franceses lograron atacar e interrumpir el cargamento comercial de los barcos de la Compañía de las Indias Orientales que viajaban entre el subcontinente indio y Europa. En 1792, las hostilidades cesaron temporalmente y en 1793 los directores de la Compañía Británica de las Indias Orientales expresaron su preocupación por el hecho de que los franceses retuvieran el cabo. El gobierno británico y el Almirantazgo decidieron actuar y retomarlo con éxito en 1795, estableciendo por primera vez una base naval en Table Bay.

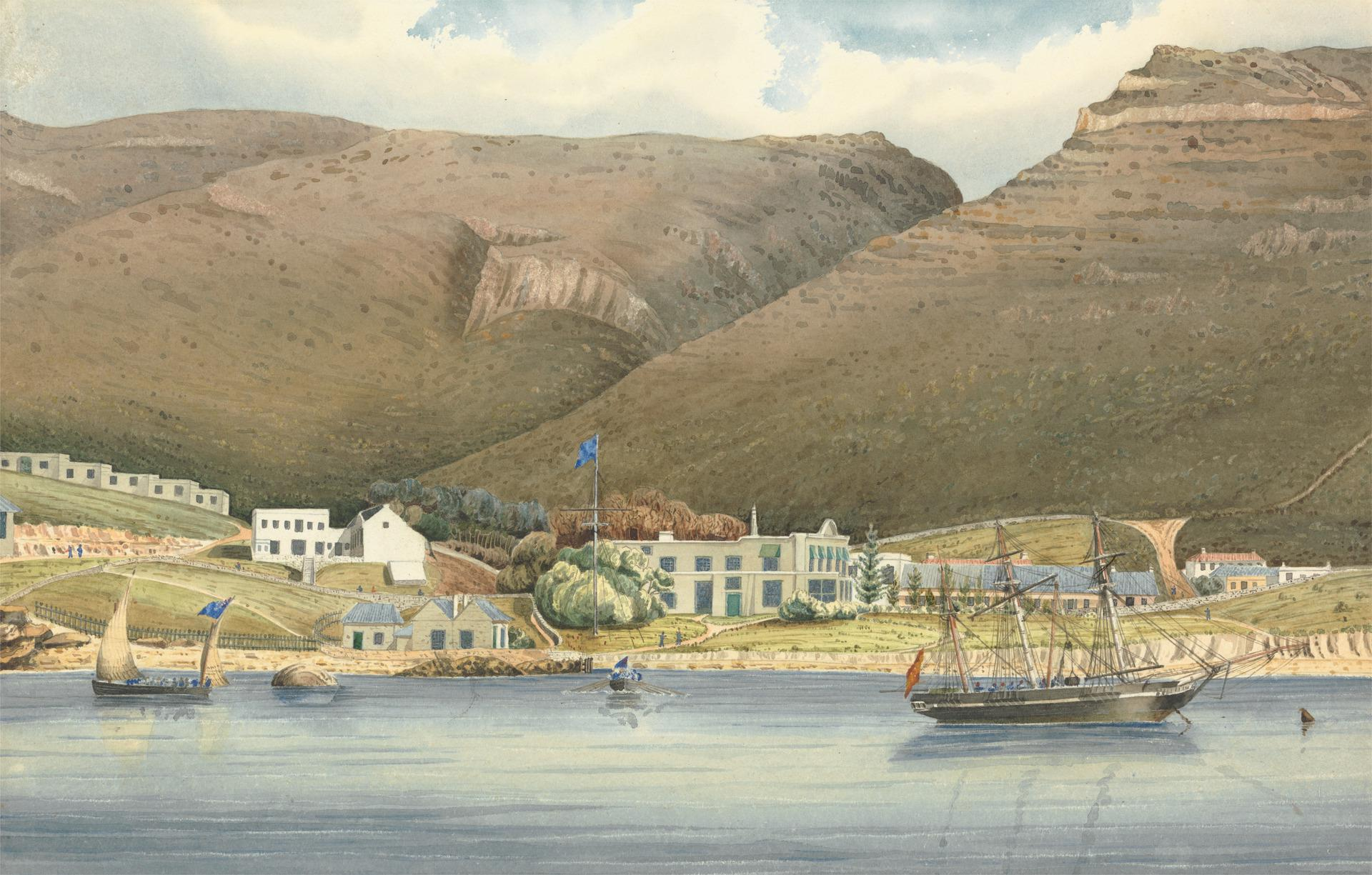
Admiral House, en Simon's Town, en la Bahía Falsa (1844)

En 1802, el gobierno británico acordó devolver la posición al control neerlandés, según los términos de la Paz de Amiens. Esto no se concretó hasta 1803 y se rescindió el acuerdo en 1806, cuando una nueva administración británica bajo William Pitt canceló el acuerdo entre ambos países, se retomó la posición una vez más en 1806, que a partir de ese momento permanecería bajo control británico ininterrumpidamente. En 1811, la Royal Navy anunció su intención de trasladarse de su base actual a una nueva base en la bahía de Simon's Town; sin embargo, las instalaciones iniciales tardaron aproximadamente tres años en completarse y no estuvieron listas hasta 1814. De 1815 a 1849, la base se utilizó principalmente para trabajos de reacondicionamiento y reparación de buques y actuó como puerto de escala para los peritos náuticos que cartografíaban la región. Durante las décadas de 1850 y 1860, se realizaron mejoras en las instalaciones del astillero y algunas se reconstruyeron para dar cabida a barcos más grandes. El 17 de enero de 1865, se combinó con la Estación de las Indias Orientales para formar la Estación de las Indias Orientales y el Cabo de Buena Esperanza (East Indies and Cape of Good Hope Station): sin embargo, la estación fue nuevamente separada el 29 de julio de 1867. A partir de 1870, absorbió la antigua estación de África Occidental. Al comienzo de la segunda guerra bóer en 1899, había existido un largo período de relativa paz; la estación se convirtió en la base principal para las fuerzas británicas que desembarcaban y embarcaban durante la guerra y para los suministros y equipos enviados desde Gran Bretaña durante el conflicto.

## Primera Guerra Mundial
En 1910 se construyó un nuevo muelle al este junto con un dique seco que resultó oportuno en caso de que estallara la Primera Guerra Mundial. De 1914 a 1919, sus tareas principales fueron buscar y destruir a los asaltantes comerciales alemanes. El HMS Pegasus quedó encuadrado en la estación cuando estalló la Primera Guerra Mundial. A medida que aumentaba la probabilidad de una guerra con Alemania, el comandante en jefe de la Estación del Cabo, el contraalmirante Herbert King-Hall, desplegó sus barcos para contrarrestar la amenaza planteada por el crucero ligero alemán SMS Königsberg, con base en Dar es Salaam. El 31 de julio de 1914, el Pegasus avistó al Königsberg saliendo de Dar es Salaam, pero no pudo seguir la pista del crucero alemán, más rápido. King-Hall reconoció que el Königsberg superaba al Pegasus y tenía la intención de que el Pegasus operara con el crucero Astraea mientras su buque insignia Hyacinth operaba de forma independiente para proteger las rutas comerciales alrededor de Ciudad del Cabo, pero el 12 de agosto, el Almirantazgo ordenó al Astraea que se uniera al Hyacinth fuera del cabo para escoltar convoyes de tropas, dejando al Pegasus sin apoyo en Zanzíbar. El 23 de agosto, el Pegasus zarpó hacia el puerto de Bagamoyo en el África Oriental Alemana con la intención de forzar una tregua para que el puerto no volviera a participar en la guerra. Anteriormente se habían celebrado acuerdos similares con las autoridades de Dar es Salaam y Tanga. Cuando las autoridades portuarias se negaron a aceptar tal tregua, el Pegasus bombardeó la aduana del puerto.

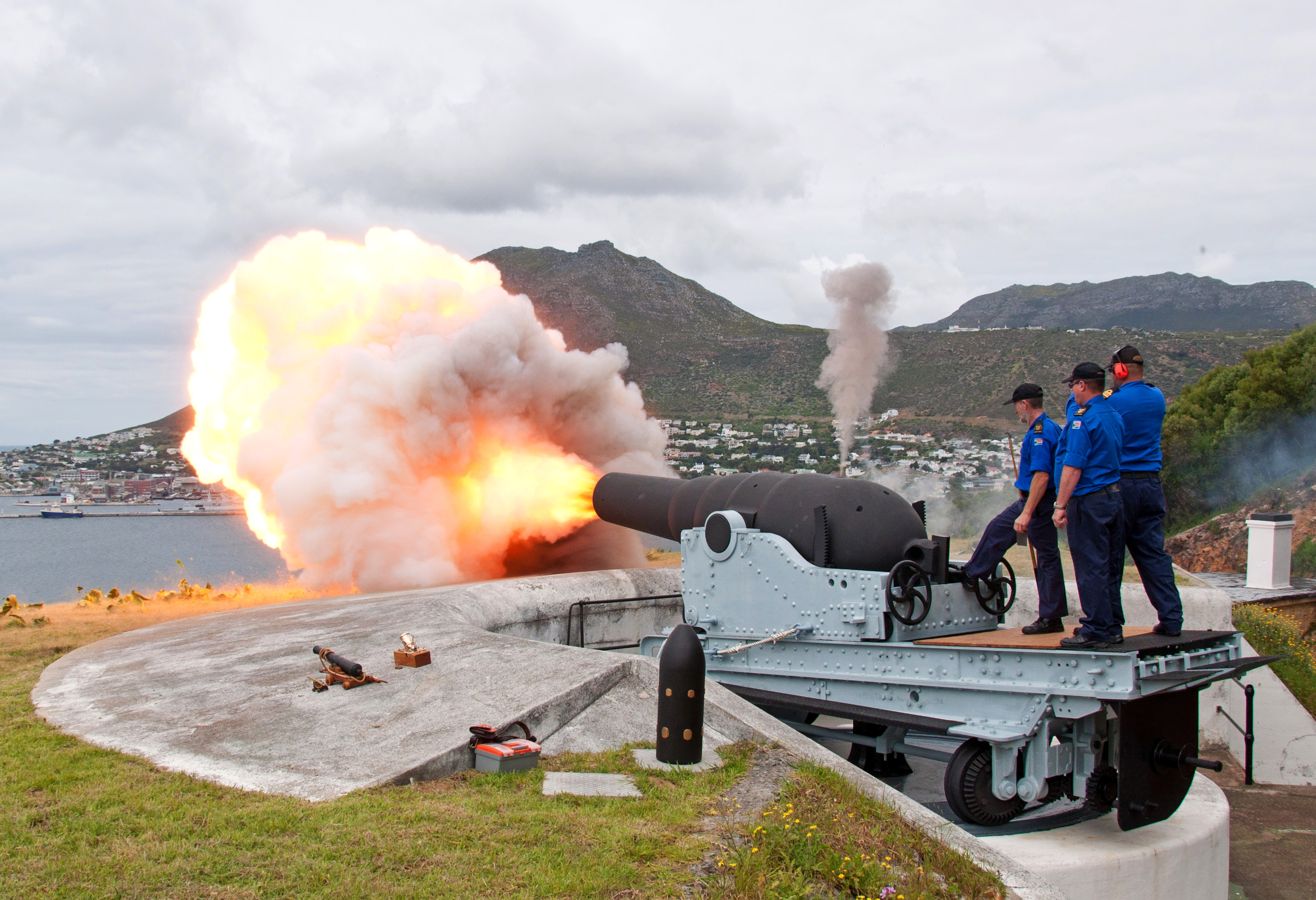
Cañón naval restaurado RML Mark I de 9" de 12 t usado como artillería de costa, en las defensas de la bahía Falsa.

Durante el período de entreguerras, la Estación del Cabo reanudó el trabajo de mantenimiento y reacondicionamiento de los buques estacionados allí y los que viajaban en ruta a Asia. En 1939, al comienzo de la Segunda Guerra Mundial, la base jugó un papel destacado en la Batalla del Atlántico y en la búsqueda del acorazado de bolsillo alemán Admiral Graf Spee, que condujo a la Batalla del Río de la Plata. Después de la conclusión de ese compromiso, la estación dejó de ser centro de operaciones de mando y el personal naval superior se trasladó a la recién formada estación del Atlántico Sur con sede en Freetown, Port Stanley y la propia Simon's Town, dejando en la práctica sus funciones. La base naval permaneció como parte de este último comando hasta 1957. En 1958, el gobierno británico entregó las instalaciones a la Armada de Sudáfrica, dando por concluida la permanencia británica en la zona.

## Comandantes en Jefe
Los comandantes en jefe de la formación fueron:

 † = fallecido en el cargo

### Conmandante en Jefe del Cabo de Buena Esperanza
- Vicealmirante Sir George Elphinstone, (1795–96)[21]
- Contralmirante Thomas Pringle, (1797–mayo de 1798)
- Contralmirante Sir Hugh Cloberry Christian, (mayo de 1798-23 de noviembre de 1798)[22] †
- Vicealmirante Sir Roger Curtis, (1800-03)

Nota: de 1803 a 1806 estuvo bajo control de los Países Bajos.
- Comodoro Sir Home Riggs Popham, (1806–07)
- Contralmirante Charles Stirling, (1807–08)
- Comodoro Josias Rowley, (1808)
- Vicealmirante Sir Albemarle Bertie, (1808–10)[23]
- Contralmirante Robert Stopford, (1810–12)
- Contralmirante Charles Tyler, (1812–15)[24]
- Contralmirante George Cockburn, (1815–16)[25]
- Contralmirante Sir Pulteney Malcolm, (1816–1817)
- Contralmirante Robert Plampin, (1817–20)[26]
- Contralmirante Robert Lambert, (1820–21)
- Comodoro James Lillicrap, (1821–22)
- Comodoro Joseph Nourse, (1822–24)[1] †
- Comodoro Robert Moorsom, (1825)
- Comodoro Hood Hanway Christian, (1825–27)[27]
- Comodoro William Skipsey, (1827–28)
- Comodoro Charles Marsh Schomberg, (1828–31)[28]
- Contralmirante Frederick Warren, (1831–34)[29]
- Contralmirante Sir Patrick Campbell, (1834–37)[29]
- Contralmirante George Elliot, (1837–40)[29]
- Contralmirante Sir Edward Durnford King, (1840–17 de diciembre de 1841)[30]
- Contralmirante Josceline Percy, (17 de diciembre de 1841–46)[31]
- Contralmirante James Richard Dacres, (1846–1848)[32]
- Contralmirante Barrington Reynolds, (1848–49)
- Comodoro Christopher Wyvill (1849–1853)
- Comodoro Charles Talbot (1853–1854)
- Comodoro John Adams (1854–1857)

### Conmandante en Jefe, Estación del Cabo de Buena Esperanza y África del Oeste
- Contralmirante Sir Frederick Grey (1857-1860)
- Contralmirante Sir Henry Keppel (1860)
- Contralmirante Sir Baldwin Wake Walker (1861-1865)

### Conmandante en Jefe, Estación de Indias Orientales y Cabo de Buena Esperanza
- Comodoro Sir Frederick Montresor (1865)
- Comodoro Sir Charles Hillyar (1865–1867)

### Conmandante en Jefe, Estación del Cabo de Buena Esperanza y África del Oeste
- Comodoro Sir William Dowell (1867-1871)
- Comodoro Sir John Edmund Commerell (1871-1873)
- Comodoro Sir William Nathan Wrighte Hewett (1873-1876)
- Comodoro Sir Francis Sullivan (1876-1879)
- Comodoro Sir Frederick Richards (1879-1882)
- Contralmirante Sir Nowell Salmon (1882-1885)
- Contralmirante Sir Walter Hunt-Grubbe (1885-1888)
- Contralmirante Sir Richard Wells (1888-1890)
- Contralmirante Sir Henry Nicholson (1890-1892)
- Contralmirante Sir Frederick Bedford (1892-1895)
- Contralmirante Sir Harry Rawson' (1895-1898)
- Contralmirante Sir Robert Harris (1898-1900)
- Contralmirante Sir Arthur Moore (1901-1903)
- Contralmirante Sir John Durnford (1904-1907)
- Contralmirante Sir Edmund Poë (1907-1908)
- Contralmirante Sir George Egerton (1908-1910)
- Contralmirante Sir Paul Bush (1910-1913)
- Vicealmirante Sir Herbert King-Hall (1913-1916)
- Vicealmirante Sir Edward Charlton (1916-1918)
- Vicealmirante Sir Edward Fitzherbert (1918-1920)

### Conmandante en Jefe, Estación de África
- Vicealmirante Sir William Goodenough (1920-1922)
- Vicealmirante Sir Rudolph Bentinck (1922-1924)
- Vicealmirante Sir Maurice Swynfen Fitzmaurice (1924-1926) †
- Vicealmirante Sir David Murray Anderson (1926-1929)
- Vicealmirante Sir Rudolf Burmester (1929-1931)
- Vicealmirante Sir Hugh Tweedie (1931-1933)
- Vicealmirante Sir Edward Evans (1933-1935)
- Vicealmirante Sir Francis Tottenham (1935-1938)
- Vicealmirante Sir George Hamilton D'Oyly Lyon (31 de enero de 1938 a 1939), y que fue posteriormente Comandante en Jefe de la Estación del Atlántico Sur desde 1939 al 7 de septiembre de 1940.[33]